# Rhinella marina
Rhinella marina (antigamente chamado de Bufo marinus), conhecido como sapo-cururu, sapo-boi ou cururu, é um sapo nativo das Américas Central e do Sul. Pertence ao gênero Rhinella, que inclui centenas de espécies de sapos diferentes, distribuídas principalmente pelo Brasil.
É um animal fértil devido ao grande número de ovos postos pelas fêmeas. Seu sucesso reprodutivo deve-se também, em parte, à variedade de alimentos que podem constituir a sua dieta, incomum entre os anuros, e que tanto inclui materiais vivos como mortos. Em geral, os adultos atingem de 10 a 15 centímetros de comprimento. O maior exemplar da espécie de que se tem notícia media 38 centímetros do focinho à cloaca e pesava 2,65 quilogramas.
O sapo-cururu possui grandes glândulas de veneno. Tanto os adultos como os girinos são altamente tóxicos quando ingeridos. Por causa do apetite voraz, foi introduzido em várias regiões do Oceano Pacífico e dos arquipélagos caribenhos como método de controle biológico de pragas, nomeadamente na Austrália, em 1935. Em inglês é conhecido como Cane Toad e, em espanhol, como Sapo de Caña ("sapo-da-cana" em ambas as línguas) por ter sido comumente usado no controle de pragas da cana-de-açúcar. Atualmente, é considerado uma praga em muitas das regiões onde foi introduzido, pois sua pele tóxica mata muitos predadores nativos quando ingerido, além de afetar animais domésticos e de estimação que os comem.

## Nome e taxonomia
O nome "cururu" é originário da língua tupi, onde kuru'ru é a designação popular dada aos grandes sapos do gênero Rhinella. No Brasil, também é conhecido como sapo-jururu, xué-guaçu, xué-açu, aguá e sapo-gigante. Há outras espécies de sapo que são conhecidas como "cururu" no Brasil, como o Rhinella schneideri (ou Bufo paracnemis) e o Rhinella icterica.
Nos países falantes das línguas inglesa e espanhola o nome comum é Cane Toad e Sapo de Caña, respectivamente ("sapo-de-cana" ou "sapo-do-canavial", em ambos os casos). Este nome é derivado do propósito original de usá-lo para erradicar as pragas da cultura de cana-de-açúcar. Tem muitos outros nomes comuns em outros idiomas, incluindo Giant Toad em inglês e Sapo Grande em espanhol ("sapo-gigante") ou Marine Toad em inglês e Sapo Marino em espanhol ("sapo-marinho"), em referência ao seu tamanho e ao seu antigo nome científico (Bufo marinus), respectivamente. O epíteto específico marino foi dado por Carlos Lineu que se baseou em uma ilustração de Albertus Seba, julgando, erroneamente, que o sapo-cururu habitava tanto em ambientes terrestres quanto marinhos. Outros nomes comuns em inglês e espanhol incluem "sapo-neotropical-gigante", "sapo-dominicano", "sapo-marinho-gigante" e "sapo-sul-americano". Em inglês trinidadiano são comumente chamados de Crapaud (termo francês para "sapo").
Uma nova classificação para os anfíbios vivos (pertencentes à subclasse Lissamphibia) foi proposta em 2006 por um grupo de cientistas liderados por pesquisadores do Museu Americano de História Natural, de Nova Iorque. A nova árvore filogenética foi proposta com base em pesquisas dos DNA mitocondrial e nuclear. Nessa classificação, várias espécies do gênero Bufo foram reclassificadas em outros gêneros, incluindo o sapo-cururu, que foi classificado como Chaunus marinus.

## Anatomia

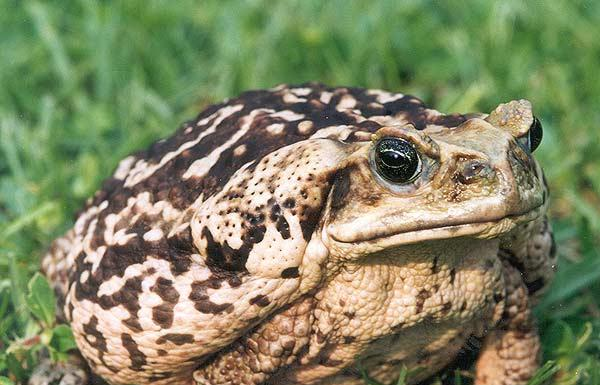
Um sapo-cururu claro.

O sapo-cururu é uma espécie de sapo de grandes dimensões. Alcança, em média, de 10 a 15 centímetros, embora possa alcançar bem mais que isso. "Prinsen", um espécime mantido como animal de estimação na Suécia, está listado no Livro Guinness dos Recordes como o maior exemplar da espécie, chegando a pesar 2,65 quilogramas e a medir 38 centímetros do focinho à cloaca, ou 54 centímetros totalmente estendido.  Um espécime preservado em um museu em Queensland tinha 24,1 centímetros de comprimento por 16,5 centímetros de largura e 1,36 quilograma de peso. A espécie apresenta dimorfismo sexual quanto à coloração e ao tamanho dos animais. As fêmeas são, em geral, maiores e de cor sépia ou marrom, enquanto que os machos são menores e mais claros, de cor amarelo-pardo.
O sapo-cururu vive em média de 10 a 15 anos na natureza, podendo chegar a 20 anos em cativeiro.
Sua pele é seca, enverrugada e possui protuberâncias acima dos olhos que vão até o focinho. Possui uma grande glândula parotoide atrás de cada olho. As pupilas são horizontais e as íris douradas. Não apresenta pálpebra inferior, mas uma membrana nictitante Os dedos das patas traseiras têm membranas interdigitais, enquanto que os dedos das patas dianteiras são livres.
Os sapos-cururus jovens são muito menores que os adultos da espécie, atingindo somente de 5 a 10 milímetros de comprimento. Em geral, possuem pele escura e lisa, por vezes vermelha. Não possuem as grandes glândulas parotoides dos adultos, sendo por isso menos venenosos. Por não possuírem essa importante defesa, estima-se que somente 0,5% dos jovens sapos alcançam a vida adulta. Os girinos são pequenos e uniformemente negros e alcançam de 10 a 25 milímetros de comprimento.
No Brasil, é possível que o cururu seja confundido com o Rhinella schneideri, cujas áreas de distribuição se sobrepõem. O R. schneideri tem tamanho parecido com o do cururu, mas se diferencia deste por suas glândulas venenosas adicionais em suas patas traseiras, que podem ser usadas na sua identificação. O sapo-cururu, dentro de sua área nativa, pode distinguir-se de outros sapos verdadeiros pela forma de suas glândulas parotoides e pela disposição das protuberâncias em sua cabeça.
Na Austrália, os adultos são confundidos com espécies dos gêneros Limnodynastes, Neobatrachus, Mixophyes e Notaden. Entretanto, essas espécies podem ser facilmente distinguidas do sapo-cururu pela falta das glândulas parotoides atrás dos olhos. Também são confundidos com a rã-escavadora-gigante (Heleioporus australiacus), já que ambos são grandes e enverrugados, diferenciando-se a rã pelas pupilas verticais. Sapos-cururus jovens são em geral confundidos com espécies do gênero Uperoleia, pois todos eles têm glândulas parotoides, mas são facilmente distinguidos dessas espécies pelas protuberâncias ao redor dos olhos e pela falta de cor clara em suas coxas.

## Comportamento
Muitos sapos podem identificar as presas pelo movimento. O cururu é capaz também de localizar seu alimento através do olfato. Ele não se limita a caçar e pode comer plantas, restos orgânicos, ração para cães e resíduos doméstico, além da alimentação normal composta de pequenos vertebrados e invertebrados, sendo uma das poucas espécies onívoras de sapos. Os sapos-cururus são capazes de inflar os pulmões para parecerem maiores do que realmente são diante de predadores.
O sapo-cururu é mais ativo durante a noite e pode viver longe da água, procurando-a somente para se reproduzir. O antigo nome científico Bufo marinus sugere uma ligação com a vida marinha, entretanto essa ligação não existe. Os adultos são totalmente terrestres, aventurando-se em água doce somente para se reproduzir, e os girinos são encontrados somente em concentrações salinas correspondentes a 15% da da água do mar. Não habitam as pradarias, evitando em geral as áreas de florestas. Isso inibe a disseminação em muitas das regiões em que foram introduzidos.

## Veneno
Os sapos-cururus adultos possuem grandes glândulas parotoides atrás dos olhos e outras glândulas espalhadas pelas costas. quando pressionadas essas glândulas soltam um líquido branco e leitoso com várias substâncias conhecidas como bufotoxinas, tóxicas para muitos animais. Há registro de vários relatos de morte de animais, incluindo humanos (principalmente crianças), depois do seu consumo. Tanto os ovos quanto os girinos são tóxicos.
A bufotenina, um dos químicos excretados pelo sapo-cururu, é classificada como uma droga de classe 1 pelas leis australianas. Esta é a mesma classificação dada à heroína e cocaína. Acredita-se que os efeitos da bufotenina são similares aos de um envenenamento suave, o efeito estimulante, que inclui leves alucinações, que duram menos de uma hora. Como o sapo-cururu excreta bufotenina em pouca quantidade, além de outras toxinas em maior quantidade, uma lambida do sapo poderia causar sérias enfermidades ou morte.

## Ecologia e ciclo de vida
Muitas espécies têm o sapo-cururu como presa em sua distribuição geográfica nativa. Entre essas espécies estão o jacaré-de-papo-amarelo (Caiman latirostris), a serpente-olho-de-gato-anelada (Leptodeira annulata), peixes das famílias Anguillidae e Aplocheilidae e algumas espécies de peixe-gato e de íbis. Predadores não-nativos incluem o lagarto-monitor-da-água (Varanus salvator), o Haliastur sphenurus, o Hydromys chrysogastes, o rato-preto (Rattus rattus). Foram ainda relatados casos ocasionais de consumo de sapos-cururu pelo pássaro-australiano (Podargus strigoides) e pelo Podargus papuensis. Esses predadores ou possuem uma tolerância às toxinas do sapo, ou adaptações de comportamento que lhes permitem evitar as áreas mais venenosas do sapo à medida que os caçam e os consomem.
O ciclo de vida do sapo-cururu é marcado pelo processo de metamorfose pelo qual a espécie passa, tal como acontece com a maioria dos anfíbios. Seu ciclo reprodutivo começa com a postura dos óvulos pela fêmea e pela fertilização destes pelo macho. Os machos do sapo-cururu coaxam para atrair a fêmea. Esse chamado é uma vibração larga e ruidosa, parecido com o som de um pequeno motor. Como todos os sapos verdadeiros, o macho abraça a fêmea pela cintura e ela, então, põe os ovos, que o macho recobre com esperma.
As fêmeas depositam de 4 a 36 mil ovos por ninhada. São reprodutores oportunistas, reproduzindo-se em qualquer local que tenha condições adequadas e em qualquer época do ano, não existindo uma estação de reprodução definida. Os ovos são postos em longos filamentos ao redor de plantas ou objetos submersos. São de cor preta, rodeados de muco transparente e gelatinoso, e de 4 a 5 milímetros de diâmetro. Os ovos eclodem de 10 a 16 dias após a postura e deles nascem girinos que levaram 30 a 60 dias para se desenvolverem e sofrerem o processo de metamorfose até chegar à fase adulta.

## Distribuição
O cururu é nativo da América, desde o vale do Rio Grande, ao sul do Texas, até o sul da bacia Amazônica e sudeste do Peru. Esta área inclui desde ambientes tropicais até semi-áridos. A densidade do sapo-cururu dentro de sua distribuição nativa é significativamente menor que a de sua distribuição introduzida. Na América do Sul, foi registrada uma densidade de 20 adultos para cada 100 metros de litoral, mas na Austrália alcançam de 1.000 a 2.000 adultos na mesma área. Atualmente, a espécie não está ameaçada de extinção, sendo classificada no estado de conservação pouco preocupante pela Lista Vermelha da IUCN.
O sapo-cururu foi introduzido em muitas regiões do mundo, particularmente no Pacífico, para o controle biológico de pragas agrícolas. Até 1844, os sapos-cururu haviam sido introduzidos em Martinica, Barbados e Jamaica. Na Jamaica foram introduzidos para o controle da população de ratos, sem êxito.
Em 1920 os sapos foram introduzidos em Porto Rico para o controle de populações de escaravelhos (Phyllophaga sp.), uma das pragas da cana-de-açúcar. Em 1932 estavam bem estabelecidos na ilha, tendo as populações de escaravelhos diminuídas drasticamente. Essa diminuição populacional do escaravelho foi atribuída ao cururu, embora possa ter havido outros fatores. Em um período de seis anos após 1931 (quando o cururu se reproduziu muito e o escaravelho se viu em declínio), foram registradas as mais altas precipitações em Porto Rico. Entretanto, a suposição de que o sapo-cururu era o principal responsável pelo controle dos escaravelhos resultou em introduções de grande escala em muitas áreas do Pacífico.
Há populações introduzidas na Austrália, Flórida, Nova Guiné, Filipinas, ilhas Ogasawara e Riukyu, no Japão, e na maioria das ilhas caribenhas e em muitas ilhas do Pacífico, incluindo Havaí e Fiji. Em Fiji foram introduzidos também para combater as pragas que infestavam os canaviais. As introduções geralmente falharam no controle de pragas, muitas das quais foram logo controladas pelo uso de inseticidas. Desde então, o mesmo sapo-cururu se converteu em praga nos países onde foi introduzido, sendo uma verdadeira ameaça para os animais nativos. Essa introdução foi particularmente de grande efeito na biodiversidade australiana.

### Introdução na Austrália

A evolução do sapo-cururu na Austrália de 1940 a 1980, com intervalos de 5 anos.

Na tentativa de controlar o besouro-da-cana, 102 sapos-cururus vindos do Havaí foram introduzidos na Austrália em 1935. Eles imediatamente se reproduziram em cativeiro e em agosto mais de 3.000 sapos jovens foram lançados em áreas próximas a Cairns, Gordonvale e Innisfail, ao norte de Queensland. Outros sapos foram soltos próximo de Ingham, Ayr, Mackay e Bundaberg. As solturas foram temporariamente limitadas por preocupações ambientais, mas recomeçaram em outras áreas após setembro de 1936. Desde então, os sapos se multiplicaram e se espalharam rapidamente, existindo agora uma população de 200 milhões de animais, que afeta a biodiversidade local.
Alcançando a fronteira com Nova Gales do Sul em 1978 e com o Território do Norte em 1984, os sapos na fronteira ocidental desenvolveram patas maiores ao longo do tempo, o que se crê que seja uma causa para sua facilidade em viajar. Estima-se que os sapos-cururus migram a uma velocidade de 50 km ao ano.
O impacto causado em longo prazo pelos sapos no ambiente australiano é difícil de determinar. Foram observadas diminuições bruscas nas populações de uma espécie de gato-marsupial (Dasyurus hallucatus) depois de os sapos invadirem a área onde habitavam. Há vários registros sobre a diminuição de populações de varanos nativos e cobras depois da chegada dos sapos. Um estudo preliminar sobre o risco dos sapos-cururus no Parque Nacional Kakadu mostrou que sua atividade predatória sobre a fauna nativa pode ser considerada como o maior risco que representam para a biodiversidade. Fatores como a competição com a fauna nativa por alimento e sua atividade predatória eram considerados de risco muito menores. No Território do Norte, a predação do varano pelos sapos-cururus levou ao aumento do número de crocodilos, devido a uma maior quantidade de ovos sem danos de crocodilo-de-água-salgada, geralmente consumidos pelos varanos. O impacto completo não seria conhecido até que os ovos de crocodilo eclodissem em março de 2007.
Reportou-se que várias espécies nativas passaram a se alimentar dos sapos com êxito. Algumas aves, como o milhafre-preto (Milvus migrans), aprenderam a atacar a barriga do sapo, evitando o veneno produzido pelas glândulas parotoides. Relatos no Território do Norte sugerem que a nativa rã-arborícola-de-dahl (Litoria dahlii) é capaz de comer os girinos e exemplares jovens do sapo-cururu sem ser afetada pelo veneno que muitas vezes mata outros predadores. Crê-se que isso contribua para uma infestação menor que a esperada em certas áreas do Território do Norte. Foram também relatadas notícias de que algumas cobras desenvolveram mandíbulas menores ao longo do tempo, tornando-as incapazes de comer os sapos-cururus maiores, que têm maior quantidade de veneno. Outro estudo, entretanto, notou que o sapo-cururu está se adaptando para um maior alcance ambiental e pode, no futuro se espalhar por habitats atualmente não disponíveis.
A partir de 2005, começou a ser usada luz ultravioleta para atrair, capturar e exterminar sapos-cururus. Em junho de 2006, a Universidade de Queensland anunciou uma pesquisa em um gene para inverter o sexo dos sapos-cururus fêmeas, levando ao aumento do número da população de machos, impedindo a sua reprodução e eliminando-os.

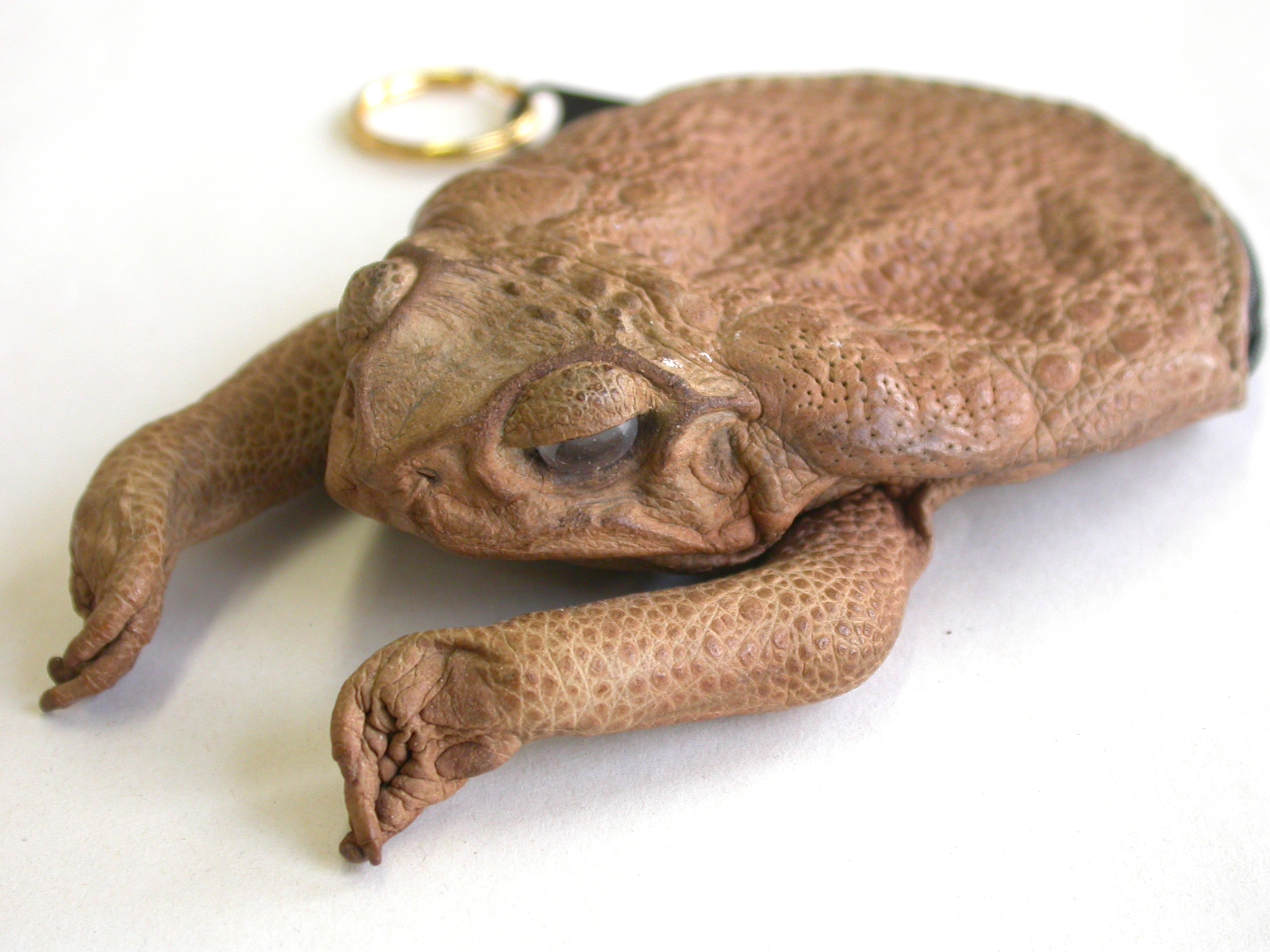
Um porta-moedas feito com couro do sapo-cururu.

Na Austrália têm sido feitas tentativas de uso dos sapos-cururus mortos, que podem chegar aos milhares, causando problemas sanitários. Isso inclui tratamento dos cadáveres para a produção de fertilizantes líquidos. Sua pele também pode ser usada como couro para roupas e acessórios.
Nos estados australianos onde o cururu é comum, são populares alguns esportes cruéis como críquete ou golfe com sapo-cururu. Usando equipamentos esportivos como tacos de golfe ou pás de críquete, há pessoas que ferem gravemente ou matam esses animais, tentando, em vão, causar algum impacto sobre as populações de sapo-cururu. Contudo, este tipo de ataque não é eficaz, pois a força exercida com a pá ou taco não é suficiente para matar os animais imediatamente, além de seu veneno continuar tóxico após a morte. Em abril de 2005, Dave Tollner, um membro do parlamento do Território do Norte solicitou a legalização do ataque aos sapos-cururus, tendo sido criticado por muitos grupos de conservação animal.

## Cultura popular

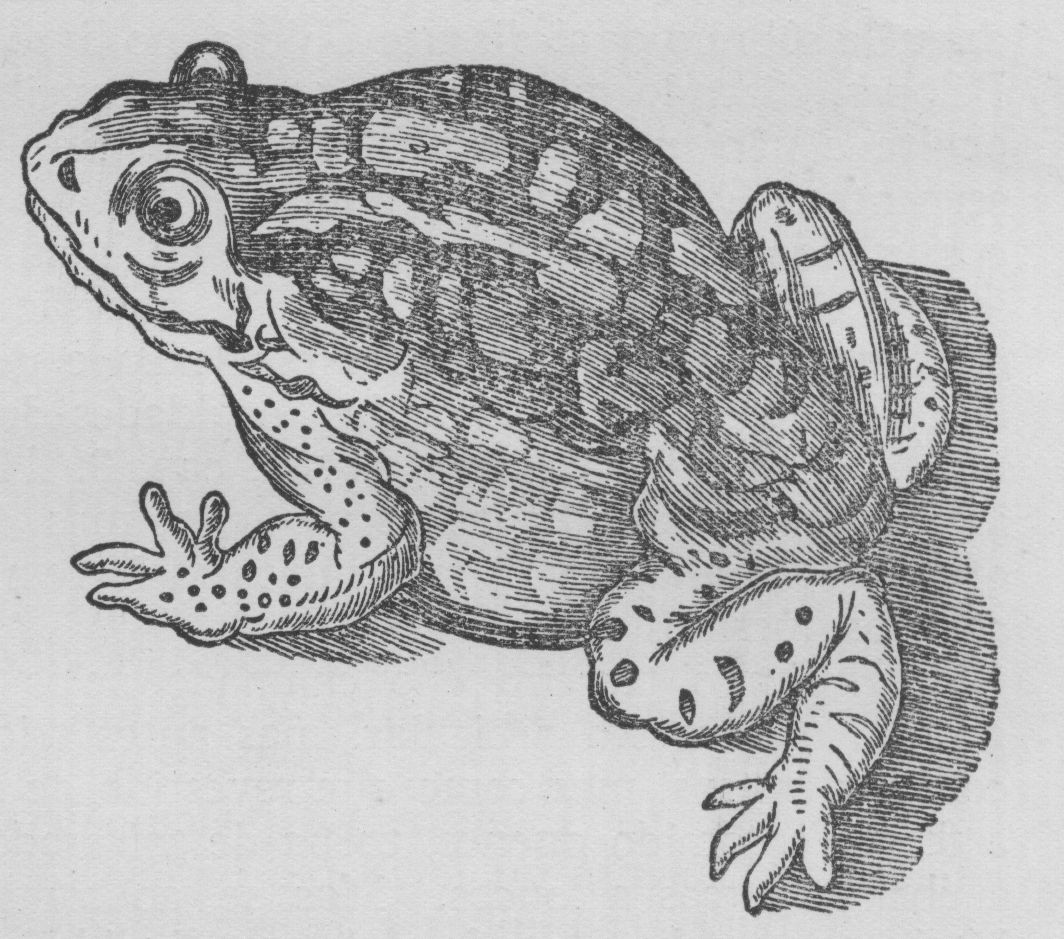
Ilustração de um cururu, na Historia Naturalis Brasiliae, de Guilherme Piso.

Há várias histórias sobre a periculosidade do sapo-cururu no Brasil, como as de que afirmam que pode esguichar veneno, podendo atingir os olhos e causar cegueira e até a morte, de que sua urina é tóxica e de que o contato do veneno com a pele pode provocar o aparecimento de verrugas. Guilherme Piso, em 1648, já falava, na obra Historia Naturalis Brasiliae, sobre a periculosidade do cururu, "muito conhecido e que inficiona de qualquer modo: ou externamente, pela urina ou pela saliva, o que é muito pior, ingerindo-se-lhe o sangue e sobretudo o fel." Essas crenças, entretanto, não têm embasamento científico.
Apesar da toxicidade do animal, só há intoxicação através do contato direto do veneno com mucosas ou ferimentos. Já que o sapo-cururu não conta com nenhum órgão capaz de inocular o veneno na vítima, só há o contato apertando-o de forma que as glândulas expilam o veneno. Há também histórias correntes no país de que sapos eram usados por feiticeiros para fabricar um pó que era misturado aos alimentos, causando a morte.
Ainda no Brasil há uma canção de ninar que fala deste animal e é bastante difundida em todo o país, estando presente em muitas obras infantis. Uma das variantes dessa canção (domínio público) diz:
Sapo-cururu,
da beira do rio
quando o sapo canta, menina
é porque tem frio.
Os Raimundos usam uma versão desta canção como introdução de Língua Presa, do álbum Só no Forévis.
Na Austrália, a introdução e migração do sapo-cururu se popularizaram com o documentário Cane toads: An Unnatural History (1988), que relata a história com um viés humorístico, tendo sido muitas vezes exibido em cursos de ciência ambiental. Don Spencer, um popular ator infantil, canta a canção Warts 'n' All, que foi usado no documentário.
O sapo-cururu foi listado pela National Trust of Queensland como um ícone do estado de Queensland, junto com a Grande Barreira de Coral e ícones antigos, como o Royal Flying Doctor Service e a mangueira (uma espécie também introduzida).